# Еберхард I (Епщайн)
Еберхард I фон Епщайн (на немски: Eberhard I von Eppstein/Eppenstein; * ок. 1337 в Епщайн; † между 28 май 1391 и 16 октомври 1391) е господар на Епенщайн.
Той е син на Готфрид V фон Епщайн († 1336/1341) и съпругата му Лукарда Райц фон Бройберг († 1365/1366), вдовица на Конрад V фон Вайнсберг († 1328), дъщеря на Еберхард III фон Бройберг († 1323) и Мехтилд фон Валдек († 1329). Внук е на Готфрид IV, господар на Епенщайн († пр. 1342) и втората му съпруга Лорета фон Даун-Оберщайн († 1361). Племенник е на Изенгард фон Епенщайн († сл. 1365), омъжена ок. 1330 г. за граф Енгелбрехт II фон Цигенхайн († 1342). Полубрат е на Конрад VI фон Вайнсберг-Бройберг († 1366), женен за Мария фон Насау († 1366) и за Маргарета фон Ербах († 1395).

## Фамилия
Еберхард I се жени се жени три пъти.
Еберхард I се жени 1356 г. за графиня Изенгард фон Цигенхайн († 1361), дъщеря на граф Готфрид VII фон Цигенхайн († 1372) и Агнес фон Фалкенщайн († 1376). Те нямат деца.
Еберхард I се жени втори път пр. 1361 г. за графиня Агнес фон Насау-Висбаден-Идщайн († 1376), вдовица на граф Вернер IV фон Витгенщайн († 1359), дъщеря на граф Адолф I фон Насау-Висбаден-Идщайн (1307 – 1370) и бургграфиня Маргарета фон Хоенцолерн-Нюрнберг († 1382). Тя е сестра на архиепископите на Майнц Адолф I († 1390) и Йохан II фон Насау († 1419). Те имат децата:
- Йохан († сл. 1418), домхер в архиепископство Трир (1417 – 1418)
- Елизабет († 1422), омъжена пр. 16 октомври 1380 г. за Филип VIII фон Фалкенщайн († 21 mart 1407)
- Еберхард († 23 април 1382)

Еберхард I се жени трети път сл. 1376 г. за Луитгард фон Фалкенщайн (Лукарда) (* пр. 1376; † сл. 28 май 1391), наследничка на господствата Кьонигщайн и Мюнценберг, дъщеря на Филип VI фон Фалкенщайн († 1373) и Агнес фон Фалкенщайн-Мюнценберг († 1380). Те имат децата:
- Готфрид VII (* ок. 1375; † 28 февруари 1437), граф на Епенщайн и Мюнценберг, женен през 1401 г. за Юта фон Насау-Диленбург († 2 август 1424)
- Еберхард II (* ок. 1380; † 3 юли 1443), граф на Епенщайн и господар на Кьонигщайн, женен 1408/1412 г. за Анна фон Кронберг (* ок. 1398; † 1442)
- Вернер (* ок. 1437; † 20 юли 1462), господар на Цигенберг
- Маргарета († 1450)